# Ana Mato Adrover
Ana Mato Adrover (Madrid el 24 de setembre de 1959) és una política espanyola. És germana de Gabriel Mato, també polític. Sotssecretària general del Partit Popular encarregada de l'organització del partit i de temes electorals. Entre el 22 de desembre de 2011 i el 26 de novembre de 2014 va ser la Ministra de Sanitat, Serveis Socials i Igualtat del govern de l'estat espanyol.
És llicenciada en Ciències Polítiques i en Sociologia per la Universitat Complutense de Madrid. Va ser professora tutora de la UNED. Està separada i té tres fills.

## Biografia política
Inicia la seva marxa en l'alta política en el Partit Popular el 1983, com a Cap del Departament d'Autonomies d'Aliança Popular i Coordinadora de la Interparlamentària Popular, càrrec ocupat fins a 1987 i que deixa per anar-se de la mà de José María Aznar després de ser escollit President de la Junta de Castella i Lleó el 1987, qui la va convertir en assessora del seu gabinet. L'equip de gent de confiança que va formar Aznar al seu voltant en aquells anys és conegut com a "Clan de Valladolid". A aquest clan van pertànyer dirigents del PP com el seu llavors marit, Jesús Sepúlveda, Miguel Ángel Rodríguez (MAR), Miguel Ángel Cortés o la que posteriorment va ser Ministra d'Educació, María del Pilar del Castillo Vera, entre d'altres. Va romandre en aquest lloc fins a gener del 1991.
Posteriorment va ser portaveu del Grup Parlamentari Popular en RTVE entre 1993 i 1996 i de Transports i Telecomunicacions en les Legislatures V, VI i VII.
El 1991, després de les eleccions a la Comunitat de Madrid es converteix en diputada autonòmica, càrrec que ocuparia fins a 1993, quan es converteix en diputada nacional en obtenir el seu escó en el Congrés dels diputats en les Eleccions generals espanyoles de 1993 pel Partit Popular. Des de gener de 1999 és membre del Comitè Executiu Nacional del PP.
Entre gener de 1999 fins a 2004 va ser presidenta de la Comissió Nacional de Ciència i Tecnologia del PP, i fins a 2003 Coordinadora de Participació i Acció Sectorial del PP. Entre juliol de 2003 i abril de 2004 va ser coordinadora d'Organització del Partit Popular. Va ser diputada nacional fins a 2004, data en la qual es va presentar a les eleccions al parlament europeu d'aquest any, obtenint un escó pel Partit Popular Europeu.
A les eleccions generals de 2008 va figurar com a número 3 en la circumscripció de Madrid pel Partit Popular. Va obtenir la Medalla al Mèrit de les Telecomunicacions el 1999.

## Polèmiques
En 2008 es va veure embolicada en una polèmica en assegurar en una entrevista a Punto Radio que "els nens andalusos són pràcticament analfabets", mentre que, segons les seves paraules, els de La Rioja "són els que més saben", i va atribuir aquesta situació, entre altres motius, al fet que el president de la Junta d'Andalusia, Manuel Chaves, "no ha fet gens per l'educació dels nens". Posteriorment es va disculpar i va reconèixer haver utilitzat una expressió "molt poc afortunada" per posar de manifest que "a Espanya existeixen diferents nivells educatius entre les Comunitats Autònomes", entre les quals Andalusia se situa "en l'últim lloc, segons els informes internacionals".

## Cas Gürtel
El 2009 fou relacionada amb el Cas Gürtel, en el qual s'investiga una relació entre l'empresari vinculat al Partit Popular, Francisco Correa, i una sèrie de càrrecs públics d'aquest partit als quals se'ls acusa de suborn i prevaricació, entre altres delictes.
Després de l'aixecament parcial d'aproximadament un terç del sumari investigat pel Tribunal Superior de Justícia de Madrid (17.000 folis sobre gairebé 60.000) consta en les actuacions que Jesús Sepúlveda va adquirir per a la seva dona un Suzuki Swift, de Ma del Carmen Quijano, llavors dona de Francisco Correa. Després de fer-se pública aquesta notícia, Jesús Sepúlveda desmentí qualsevol participació d'Ana Mato en l'operació, tal com recull el diari El Mundo
Endemés, després de l'aixecament total del secret sumarial (7/4/2010), la diputada del Partit Popular apareix com a cotitular del compte del BBVA fins a l'any 2004, un compte personal de Jesús Sepúlveda en la qual va ser inclosa com a cotitular amb motiu del seu matrimoni; i en la qual, simplement, no va realitzar el tràmit de baixa després de la seva separació, tal com s'explica en el cos de la informació del diari El Mundo.
El 26 de novembre de 2014 Mato va dimitir com a ministra de sanitat del govern espanyol, després que el jutge de l'Audiència Nacional Pablo Ruz hagués considerat que es va beneficiar econòmicament dels presumptes delictes comesos pel seu exmarit i exalcalde de Pozuelo, Jesús Sepúlveda, en el marc del cas Gürtel.